# Gerhard Herbst
Gerhard Heinrich Herbst (* 15. September 1928 in Regensburg) ist ein deutscher Jurist und ehemaliger Präsident des Bayerischen Obersten Landesgerichts.

## Leben und Wirken
Nach rechtswissenschaftlichem Studium wurde Herbst 1955 von der Universität München mit der zivilrechtlichen Schrift Der Maßstab der Fahrlässigkeit im bürgerlichen Recht zum Dr. iur. promoviert. Nach dem vollständigen Abschluss seiner juristischen Ausbildung trat er 1957 als Gerichtsassessor in den bayerischen Justizdienst ein und wurde an das Bayerische Staatsministerium der Justiz abgeordnet. Diese Abordnung wurde zunächst beibehalten, als er 1959 zum Staatsanwalt bei der Staatsanwaltschaft München ernannt wurde. Von 1960 bis 1962 war Herbst als Richter am Amtsgericht München tätig. Ab 1962 arbeitete er wieder am bayerischen Justizministerium, zunächst als Oberregierungsrat, ab 1965 als Regierungsdirektor. 1969 war er für ein Jahr als Richter am Landgericht München I tätig, bevor an das bayerische Justizministerium zurückkehrte. Dort wurde er 1970 Ministerialrat, 1977 Ministerialdirigent. Ab 1. Januar 1988 bis zu seiner Pensionierung am 30. September 1993 war Herbst Präsident des Bayerischen Obersten Landesgerichts und zugleich Mitglied des Bayerischen Verfassungsgerichtshofs. Daneben war er neben Peter Bassenge als Mitverfasser eines Kommentars zum FGG und zum RPflG tätig.